# Grete Faremo
Grete Faremo (Arendal, 16 juni 1955) is een Noors jurist en politica. Tussen 1992 en 2013 was zij vijfmaal minister in kabinetten die geleid werden door Arbeiderpartiet. Sinds 2014 is zij onder-secretaris-generaal van de Verenigde Naties en staat zij aan het hoofd van UNOPS.

## Biografie
Faremo werd geboren in Arendal in de provincie Aust-Agder. Ze groeide op in Byglandsfjord een klein dorp in het Setesdal. Haar vader was politicus en lid van de Storting. haar moeder huisvrouw. Faremo studeerde rechten aan de Universiteit van Oslo, waar ze in 1978 afstudeerde. Na haar studie was ze werkzaam bij de overheid en in het bedrijfsleven.
In 1990 vroeg Gro Harlem Brundtland haar om minister voor Ontwikkelingssamenwerking te worden in haar derde kabinet. In 1992 werd ze voor de eerste keer minister van Justitie in dezelfde regering, welke post zij tot 1996 zou bezetten. Bij de verkiezingen van 1993 werd ze voor het eerst tot lid van de Storting gekozen voor Oslo. Nadat Harlem Brundtlandt was teruggetreden werd Faremo minister voor Olie en Energie in de regering van Thorbjørn Jagland. In 1997 stapte ze uit de politiek vanwege een schandaal rond de SV-politicus Berge Furre dat terugging tot de periode dat Faremo minister van Justitie was geweest.
In 2009 maakte ze een comeback als minister in het kabinet-Stoltenberg II, eerst op de post Defensie en in 2011 als minister van Justitie.
- Bibsys: 1019588
- Virtual International Authority File: 38145971333532330732